# The Early Years (1996-2001)
The Early Years (1996-2001) è un album raccolta del gruppo musicale statunitense Skillet, pubblicato nel 2010.

## Tracce
1. Best Kept Secret – 3:55
2. Gasoline – 4:02
3. Locked In a Cage – 3:53
4. Saturn – 5:07
5. I Can – 4:16
6. You're Powerful – 3:28
7. More Faithful – 3:41
8. You Are My Hope – 4:15
9. Alien Youth – 4:12
10. Invincible – 3:52
11. Hey You, I Love Your Soul – 2:57
12. Rest – 3:48
13. The Thirst Is Taking Over – 6:31
14. Best Kept Secret (video) – 3:54
15. Gasoline (video) – 4:00

## Formazione
- John Cooper - voce principale, basso
- Ken Steorts - chitarra solista (tracce 2-5, 7, 11)
- Kevin Haaland - chitarra solista (tracce 1, 6, 10, 12)
- Ben Kasica - chitarra solista (tracce 8, 9, 13)
- Korey Cooper - chitarra ritmica, tastiere, cori (tracce 1, 6, 8-10, 12, 13)
- Trey McClurklin - batteria (tracce 2-5, 7, 11)
- Lori Peters - batteria (tracce 8, 9, 13)